# Rawicz (gemeente)
De gemeente Rawicz is een stad- en landgemeente in het Poolse woiwodschap Groot-Polen, in powiat Rawicki.
De zetel van de gemeente is in Rawicz.
Op 30 juni 2004 telde de gemeente 29 297 inwoners.

## Oppervlakte gegevens
In 2002 bedroeg de totale oppervlakte van gemeente Rawicz 133,64 km², waarvan:
- agrarisch gebied: 74%
- bossen: 17%

De gemeente beslaat 24,16% van de totale oppervlakte van de powiat.

## Demografie
Stand op 30 juni 2004:
| Omschrijving                   | Totaal | Totaal | Vrouwen | Vrouwen | Mannen | Mannen |
| ------------------------------ | ------ | ------ | ------- | ------- | ------ | ------ |
| eenheid                        | aantal | %      | aantal  | %       | aantal | %      |
| inwoners                       | 29 297 | 100    | 15 262  | 52,1    | 14 035 | 47,9   |
| bevolkingsdichtheid (inw./km²) | 219,2  | 219,2  | 114,2   | 114,2   | 105    | 105    |

In 2002 bedroeg het gemiddelde inkomen per inwoner 1305,02 zł.

## Plaatsen
Dąbrówka, Dębno Polskie, Folwark, Izbice, Kąty, Konarzewo, Łaszczyn, Łąkta, Masłowo, Sarnówka, Sierakowo, Sikorzyn, Słupia Kapitulna, Stwolno, Szymanowo, Ugoda, Wydawy, Załęcze, Zawady, Zielona Wieś, Żołędnica, Żylice.

## Aangrenzende gemeenten
Bojanowo, Miejska Górka, Milicz, Pakosław, Wąsosz, Żmigród